# Varano
Els Varano foren una família senyorial italiana que va governar Camerino des del segle xiii fins a començaments del XVI.

## Història

### Orígens i primers membres
El seu membre més antic fou Varano, ciutadà de Camerino. Accorambone apareix abans del 1254 i el seu net, Rodolf, va estar casat amb la filla de Fidesmido di Pietro, senyor de Urbisaglia, amb la que va tenir un fill, Fidesmido, que fou senyor de Urbisaglia i podestà de Florència el 1327 i va morir després del 1330. Va tenir tres fills, dels quals Jordi, fou podestà de San Severino el 1351, i fou l'origen de la branca polonesa de la família sorgida de l'emigració en temps d'Esteve Bathory.
Germà d'Accorambone era Gentile I, que el 1259 fou capità de guerra de Camerino i des 1266 senyor de fet de Camerino, Roca Contrada i San Ginesio i podestà de Camerino (1266) i de San Ginesio (1269). Fou comte de la Campanya romana el 1282 i va morir el 1284. Es va casar amb Altoruccia d'Altino, filla del comte Suppo d'Altino

### Consolidació del poder dels Varano
El seu fill Rodolf I fou comte de la Campanya romana el 1284, títol que va transferir a Esteve Colonna el 1290. Fou senyor de facto de Camerino, Rocca Contrada i San Ginesio el 1284 al 1326, Capità del Popolo a Lucca el 1284, Capità del Popolo a Camerino el 1289, Capità del Popolo de Perúgia el 1292, Capità del Popolo de Pistoia el 1294, Capità del Popolo de Florència el 1296, Capità del Popolo de Bolonya el 1297, Podestà de San Ginesio el 1299, Podestà de Rocca Contrada 1301 i marques de la Marca d'Ancona el 1309. Va morir el 1316 i de la seva dona Galeota va tenir cinc fills:
El primer Joan, que fou podestà a San Ginesio del 1328 a 1340 i va morir el 1344; Joan va deixar un fill, Rodolf, que fou capità de Custodia de Florència el 1342. El segon, Nucció, fou Podestà de San Ginesio el 1314, Capità de Guerra de Perúgia el 1318, Governador de Nocera el 1319, i Podestà de Macerata el 1320; va morir al setge de Recanati el 1322. El tercer, Berard, fou arxidiaca de la catedral de Camerino el 1300 i podestà de San Ginesio el 1313, i va morir el 1317. El quart fou Segimon i el cinquè Ismanduccio (aquest darrer es va casar amb Imilzia di Rovellone, filla del comte Gentile I di Rovellone, senyor de Castelletta, Precicchie, Avoltore, Frontale i Isola).

### Ascens al poder pontifici i expansió territorial
Berard I, germà de Rodolf I, fou senyor de facto de Camerino i San Ginesio des del 1316, Capità del Popolo de Camerino el 1288, Capità del Popolo de Perúgia el 1289, Capità del Popolo de Pistoia el 1294, Capità del Popolo de Florència el 1296, Capità del Popolo de Bolonya el 1297, Podestà de Macerata el 1316, i Podestà de San Ginesio 1300. Va morir el març de 1329. La seva dona Emma li va sobreviure fins al 1336.
Gentile II era fill de Berard I, i fou el primer senyor sobirà i vicari pontifici de Camerino nomenat el 1332 i confirmat el 1342. Fou abans podestà de Florència el 1312, i de San Ginesio (1329, 1330 i 1331). Va morir el 1355. Va deixar un fill de nom Berard II que va morir el 1350, deixant un fill Rodolf II que fou senyor i vicari de Camerino el 1355. Fou també senyor sobirà i vicari Pontifici de Tolentino i de San Ginesio (novembre de 1355), senyor de Isnardo dal luglio (1356, adquirida als Brunforte), senyor sobirà de Macerata, Amandola, Civitanova i Penna San Giovanni (abril de 1376), i Senyor de Fabriano (1376). Anteriorment fou capità de Custodia de Florència el 1342, Capità de les milícies de Camerino a la conquesta d'Esmirna el 1345, capità de la flota del rei de Nàpols des el 1351, virrei dels Abruzzos el 1351, Podestà de Penna San Giovanni el 1354, Gonfanoner de l'Església (abril de 1355), Capità General de la flota de Florència (juliol de 1362 fins al març de 1363), Capità General de la flota de Perúgia (novembre del 1363), Capità del Popolo de Florència (1370), Capità General de la Lliga Antipontifícia (juliol del 1370), Capità General de la flota Pontifícia des el 1377. Va morir a Tolentino el novembre de 1384. Estava casat amb Camilla Chiavelli, filla de Finuccio Chiavelli, senyor de Fabriano i va deixar dos fills, Gentile i Elisabetta.

### Divisions i rivalitats internes

#### Segona meitat del segle XIV
El seu germà Joan I fou anomenat "Spaccaferro", fou Podestà de San Ginesio el 1350, i fou creat comte pel Papa Gregori XI el 1376. Podestà de Visso el 1379. Fou després senyor i vicari de Camerino des el 1384, senyor i Vicari Pontifici de Tolentino i San Ginesio des el 1377 (investit junt amb son germà), Senyor de Macerata, Montolmo, Civitanova, Amandola i Penna San Giovanni des el 1384. El 1385 va cedir el govern a son germà Gentile III. Va morir a Sentino el 1387, i fou enterrat a l'església de Sant'Angelo del Morone. Estava casat amb India della Scala, filla del comte Nuccio della Scala, Comte de Truschia. Va deixar dos fills, Luca i Ciondolina, i un bastard, conegut com a Niccoló, que fou canonge a Tolentino.
Gentile III fou Senador de Roma el 1362 i el 1367, Podestà de Lucca el 1375, Senyor i Vicari Pontifici de Tolentino i San Ginesio des el 1377 (investit amb son germà), senyor i vicari de Camerino des el 1385, senyor de Macerata i Amandola (fins al febrer del 1386), Senyor de Civitanova fins al març del 1386, Senyor de Montolmo el 1388 (va perdre la senyoria el març de 1388 però la va recuperar ràpidament), Senyor de Cerreto d'Esi el 1388 (la va cedir a l'església). El 1390 va perdre les seves possessions però fou investit el novembre de 1393 com a Vicari Pontifici de la senyories de Camerino, Tolentino, San Ginesio, Montecchio (Treia), Belforte del Chienti, Visso, Aamandola, Sarnano, Monte San Martino, Gualdo Cattaneo, Montesanto (Potenza Picena), Cerreto i Ponte; el gener del 1394 va rebre també la senyoria de Macerata. Va morir el 1399. Estava casat amb Teodora Salimbeni filla d'un patrici de Siena.
El va succeir el seu fill Rodolf II, podestà de Macerata el 1385, que fou senyor i Vicari Pontifici di Camerino, Tolentino, San Ginesio, Montecchio, Belforte del Chienti, Visso, Aamandola, Sarnano, Monte San Martino, Gualdo Cattaneo, Montesanto, Cerreto i Ponte des el 1399, Senyor i Vicari Pontifici de Penna San Giovanni i de Civitanova des el 1404, Senyor de Macerata el 1399, Senyor de Montefortino el 1406 (Investit pel Papa), Senyor de Smerillo el juny del 1409, governador de Cortona pel Rei de Nàpols (juny de 1409), Prior de la Comuna de Spoleto (juny de 1414) i senyor de Beroide l'agost de 1414. Va morir a Beldiletto el 2 de maig de 1424. Suposadament va deixar 64 fills legítims i il·legítims dels quals 54 van arribar a adults. Va estar casat amb Elisabetta Malatesta, filla de Pandolf II Malatesta, senyor de Pesaro, i de Paola Orsini; amb Costança Smeducci della Scala, filla de Bartolomeo Smeducci della Scala, senyor de San Severino; i amb Cima, filla de Giovanni Cima, senyor de Cingoli.

#### Primera meitat del segle XV
El seu fill Gentile IV Pandolf conegut com a Piergentile, el va succeir. Fou senyor i vicari Pontifici de Camerino, Tolentino, San Ginesio, Montecchio, Belforte del Chienti, Visso, Amandola, Sarnano, Monte San Martino, Gualdo Cattaneo, Montesanto, Cerreto, Penna San Giovanni, Civitanova, Montefortino i Ponte des el 1424 juntament amb son germà Berard III. El 1430 va dividir els béns feudals del vicariat de Camerino amb son germà i va conservar Sefro, Montalto, Col di Pietra, Serravalle, Serramula, Tufo, Monte San Polo, Castel San Venanzio, Pieve Bovigliana, Acquacanina, San Maroto, Costa Feori, Col di Monte, Bolvello, Isola, Rocca Mattei, Fiugni i Monastero dell'Isola. Va morir el juliol de 1434 a mans del poble de Camerino. Es va casar tres cops: amb Partenope Tomacelli, amb Sveva d'Aquino, filla de Berard II d'Aquino, Comte de Loreto, i d'Orsolina de Yels, Comtessa de Satriano; i amb Costança della Scala, filla del Comte Robert della Scala, senyor de Schito, Rotorscio i de Vittoria. Va deixar dues filles de la seva tercera dona: Orsolina i Antònia.
El seu germà Berard III, senyor de Belmonte Piceno, Monte San Pietrangeli, Sant'Elpidi, Monteleone, Montottone i Monte Giberto des l'agost del 1407, senyor de Passignano, Isola Maggiore, Isola Polvese, Monte Gualando i Vernazzano dal luglio el 1416, senyor de Montegiorgio i Recanati des l'octubre del 1416. Fou senyor i vicari Pontifici de Camerino, Tolentino, San Ginesio, Montecchio, Belforte del Chienti, Visso, Amandola, Sarnano, Monte San Martino, Gualdo Cattaneo, Montesanto, Cerreto, Penna San Giovanni, Civitanova, Montefortino i Ponte juntament amb son germà, i després del repartiment del 1430 va rebre Santa Maria d'Alto Cielo, Caldarola, Rocchetta, Fiordimonte, Muccia, Crispiero, Agolla, Bolognola, Antico, Valcaldara i Casavecchia. Fou general de la flota reial de Nàpols el 1408 i ambaixador del rei de Nàpols a Hongria (juliol de 1412). Va morir a mans del poble de Tolentino el 12 de juliol de 1434 i fou enterrat a la Catedral de San Catervo de Tolentino. Es va casar el 1409 amb Viviana Trinci, filla de Ugolino III Trinci, Senyor de Foligno, i de Costança Orsini. Va deixar set fills:. Rodolf Angel, Joan Venanci, Ladislau, Gian Filippo, Bartolomeo, Ansovino, i Bernardina, quasi tots morts en l'aixecament popular del juliol del 1434.
Berard III i Gentile IV tenien molts germans: Venanzio (premort), Constança (coneguda per Belfiore), Tora, Venanzia, Bianca, (anomenada Brància), Gerolama, Piacentina, Guglielma i Joan, entre altres que després veurem. Joan fou senyor i vicari de Camerino, Tolentino, San Ginesio, Montecchio, Belforte del Chienti, Visso, Amandola, Sarnano, Monte San Martino, Gualdo Cattaneo, Montesanto, Cerreto, Penna San Giovanni, Civitanova, Montefortino i Ponte el 1424 juntament amb els seus dos germans i el 1430 quan es van dividir els béns va rebre Pioraco, Casapalombo, Statte, Precanestro, Elcito, Valle Sant'Angelo, Torricchio, Castel Raimondo, Prefoglio, Copogna, Fiagni, Pieve Torina, Pieve Favera, Frontillo, Valle di Ea i Giove. Fou capità de la flota del Papa el 1424, Capità de la flota de duc de Milà (gener del 1426), Capità de la flota de Florència (juliol de 1426), i capità de la flota de Venècia (abril 1427). Fou assassinat el 1434. Es va casar amb Cornèlia Orsini i després amb Bartolomea Smeducci, i d'aquesta va tenir a Juli Cèsar I.
Altres germans foren Piergentile, Rinaldo (mort el 1407), Ansovino (+1407), Ercole (+ després de 1410), Luca (+ després de 1403) Antoni (monjo), Nicolina (+ 1429), Antònia o Ansovina (+1423), Venere, Plautilla (+ després de 1409) i Lívia (+ després de 1420). El primer, Piergentile o Pier Gentile I, fou senyor i vicari pontifici de Camerino, Tolentino, San Ginesio, Montecchio, Belforte del Chienti, Visso, Amandola, Sarnano, Monte San Martino, Gualdo Cattaneo, Montesanto, Cerreto, Penna San Giovanni, Civitanova, Montefortino i Ponte, juntament amb tres germans més, el 1424, i a la partició del 1430 va rebre Fiordimonte, Borgiano, Vestitgnano, Degnano, Fiastra, Gagliole, Sorti, Corvesano, Colpolino, Massa, Gelagna i Rocca di Majo. Fou executat el 6 de setembre de 1433. Va deixar un fill de la seva dona Elisabetta Malatesta, anomenat Rodolf IV.

### Declivi
Rodolf IV fou senyor i vicari de Camerino el 1444 amb son cosí Juli Cèsar, investit pel Papa Nicolau V el 1447. Va morir a Camerino el 1464. Del seu enllaç amb Camil·la d'Este va deixar tres fills, Nicola Maria, Pier Gentile i Ercole I Varano, el darrer dels quals fou fet duc de Camerino el 1535 però deposat el 1539 i va renunciar als drets el 1542.
Juli Cèsar, fill de Joan, fou senyor i vicari pontifici de Camerino des el 1444 junt amb Rodolf IV, que fou investit pel Papa Nicolau V el 1447 i confirmat el maig del 1468. Fou deposat el setembre de 1502. Fou capità de l'exèrcit a Siena, als Estats Pontificis, a Rímini, a Nàpols, i a Venècia i lloctinent Pontifici a la marca d'Ancona (1482, renovat el 1488); fou governador de Romanya per Venècia el 1484. Fou estrangulat per ordre de Cèsar Borja el 9 d'octubre de 1502. Es va casar amb Joana Malatesta, filla de Segimon Pandolf Malatesta de Rímini, i va deixar dos fills, Camil·la i Venanzio.
Aquest darrer fou el pare de Segimon que el 1521 va ocupar Camerino amb ajut del duc d'Urbino però no va ser mai investit pel Papa, i va perdre el poder el 1522. Fou assassinat a Roma el 22 de juny de 1552. Els seus descendents foren patricis a Venècia. El seu germà Joan Maria fou senyor i vicari pontifici de Camerino el 1503, i va rebre el títol de duc per butlla pontifícia el 1515 amb jurisdicció sobre tota la vall del Nera. Senyor i Vicari Pontifici de Cerreto, Civitanova i Sassoferrato del 1515 al 1522; senyor i vicari pontifici de Senigallia, San Lorenzo in Campo i Montefalco del 1519 al 1522; Prefecte de Roma del 1520 al 1522; i almirall de l'Església el 1521. Fou deposat per son germà el 1521, però restablert el 1522 i confirmat amb dret hereditari per la filla el 2 de maig de 1524. Va morir a Camerino, de pesta el 19 d'agost de 1527. Estava casat amb Caterina Cibo, filla de Franceschetto Cibo, comte de Ferentillo.
El va succeir la seva filla Júlia sota tutela de la mare. Fou deposada el 1535. Es va casar el 1534 amb Guidobald II della Rovere, duc d'Urbino.